# L'Homme éternel
L'Homme éternel (The Everlasting Man) est un essai d'apologétique chrétienne de G. K. Chesterton, publié en 1925.
Il a été écrit en réponse à la profession de foi progressiste de l'écrivain H. G. Wells publiée en 1920 dans son livre Esquisse de l'histoire universelle (The Outline of History). Chesterton conteste, dans une certaine mesure, l'opinion de Wells selon laquelle la vie et la civilisation humaines sont un développement sans faille de la vie animale, et que Jésus-Christ n'est qu'une figure charismatique parmi d’autres.
Dans Orthodoxie (1908), Chesterton détaillait son cheminement spirituel, mais ici il tente d'illustrer le voyage spirituel de l'Humanité, ou du moins, de la civilisation occidentale. L'auteur Ross Douthat déclare : « Les grandes lignes de l'Histoire que dresse  sereinement Chesterton, sont également le meilleur argument moderne en faveur du christianisme que j'aie jamais lu. Vous devez vous abandonner au style chestertonien, mais si vous le faites, attention : vous pourriez vous retrouver converti. »

## Résumé
Selon le schéma de l'évolution de l'histoire humaine tel que professé par H. G. Wells et par d'autres, l'Humanité serait simplement une autre espèce d'animal, et Jésus, un être humain remarquable et rien de plus.
Dans la partie I (intitulée On the Creature Called Man - Cet animal qu’on appelle l’homme), Chesterton objecte que si l'homme est vraiment et objectivement considéré simplement comme un autre animal, on est obligé de conclure qu'il est un animal étrangement inhabituel.
Dans la partie II (intitulée On the Man Called Christ - Cet homme qu’on appelle le Christ), il déclare : si Jésus est vraiment considéré comme un simple autre leader humain, et le christianisme et l'Église simplement comme une autre religion humaine, on est forcé de conclure qu'il était un chef étrangement inhabituel dont les adeptes ont fondé une religion et une Église étrangement et miraculeusement inhabituelles.
« Je ne crois pas », explique Chesterton, « que le passé soit réellement représenté comme une chose où l’Humanité se fond dans la Nature, ou que la civilisation finisse par se diluer dans la barbarie, ou que la religion finisse par se fondre dans la mythologie, ou que notre propre religion finisse par se diluer dans les religions du monde. En bref, je ne crois pas que la meilleure façon de créer un résumé de l’Histoire soit d’en effacer les lignes ».

## Influence sur C. S. Lewis
C. S. Lewis attribua à L'Homme éternel le mérite d'avoir "baptisé" son intellect, tout comme les écrits de George MacDonald avaient "baptisé" son imagination, de sorte que cela le convertit à plus de la moitié bien avant qu'il ne se décidât à embrasser pleinement le christianisme. Dans une lettre de 1950 à Sheldon Vanauken, Lewis qualifie L'Homme éternel de « la meilleure œuvre d'apologétique populaire que je connaisse », et en 1947 il écrit à Rhonda Bodle :« La meilleure défense populaire de l’entier statut chrétien que je connaisse est L'Homme éternel de G. K. Chesterton ».
Le livre a également été classé par le magazine The Christian Century parmi les dix livres qui « ont le plus façonné la vocation et la philosophie de vie de [Lewis] ».

## Chapitres

### Première partie
On the Creature Called Man (Cet animal qu’on appelle l’homme)
- I. The Man in the Cave
- II. Professors and Prehistoric Men
- III. The Antiquity of Civilisation
- IV. God and Comparative Religion
- V. Man and Mythologies
- VI. The Demons and the Philosophers
- VII. The War of the Gods and Demons
- VIII. The End of the World

### Deuxième partie
On the Man Called Christ (Cet homme qu’on appelle le Christ)
- I. The God in the Cave
- II. The Riddles of the Gospel
- III. The Strangest Story in the World
- IV. The Witness of the Heretics
- V. The Escape from Paganism
- VI. The Five Deaths of the Faith

### Conclusion
- The Summary of This Book
- Appendix I. On Prehistoric Man
- Appendix II. On Authority and Accuracy

## Édition anglaise
- 1925 : The Everlasting man, Londres, Hodder & Stoughton

## Éditions françaises
- 1927 : L'Homme éternel (première partie de la traduction de The Everlasting man) ; traduit par Maximilien Vox, Paris : Petits-fils de Plon et Nourrit, 301 p. [8]. Réédition en 1928.

- 1947 : L'Homme qu'on appelle le Christ (seconde partie de la traduction de L’Homme éternel) ; traduit par Louis-Marcel Gauthier, Paris : Nouvelles éditions latines, collection : « Les maîtres étrangers », 197 p. [9]

- 1976 : L'Homme éternel, traduit par Antoine Barrois, Paris : Éditions Dominique Martin Morin, 274 p. ,  (ISBN 2856522386)[10] Rééditions : 1983, 1999.

- 2004 : L'Homme éternel ; nouvelle traduction, Bouère : Éditions Dominique Martin Morin, 301 p.   (ISBN 2856522785)[11]

- 2010 : L'Homme qu'on appelle le Christ (seconde partie de la traduction de L’Homme éternel), Bouère : Nouvelles éditions latines, collection	« Les Maîtres étrangers », 210 p.   (ISBN 2723396754),  (ISBN 978-2723396752)